# Teatro Quirino
Le Teatro Quirino est une salle d'opéra de Rome, ouverte en 1871. Il se trouve dans le Rione Trevi, et sa salle compte 852 places. Son nom complet est Teatro Quirino - Vittorio Gassman, en hommage au grand acteur italien.
Il a accueilli la première de l'opérette de Pietro Mascagni Sì. 